# Nosofobie
Nosofobie (též nozofobie) je nesmyslný, neopodstatněný strach z nemocí, z nakažení, ze špíny. Nejčastější je strach z tuberkulózy plic, pohlavních chorob, rakoviny a srdečních chorob. Na rozdíl od hypochondrie, při níž je člověk navzdory nepřítomnosti symptomů i lékařským vyšetřením přesvědčen, že je nemocen, se člověk stižený nosofobií nedomnívá, že chorobou trpí. Bojí se však, že by mohl onemocnět, a úzkostlivě se proto vyhýbá všem možným zdrojům nákazy, ale i např. lékařským vyšetřením, která by nemoc mohla potvrdit. To může vést k zanedbání péče, pokud skutečně onemocní. Nosofobie patří mezi specifické fobie.
První část názvu, „noso-“, pochází z řeckého výrazu νόσος, „nosos“, který znamená nemoc.